# 릭 페리

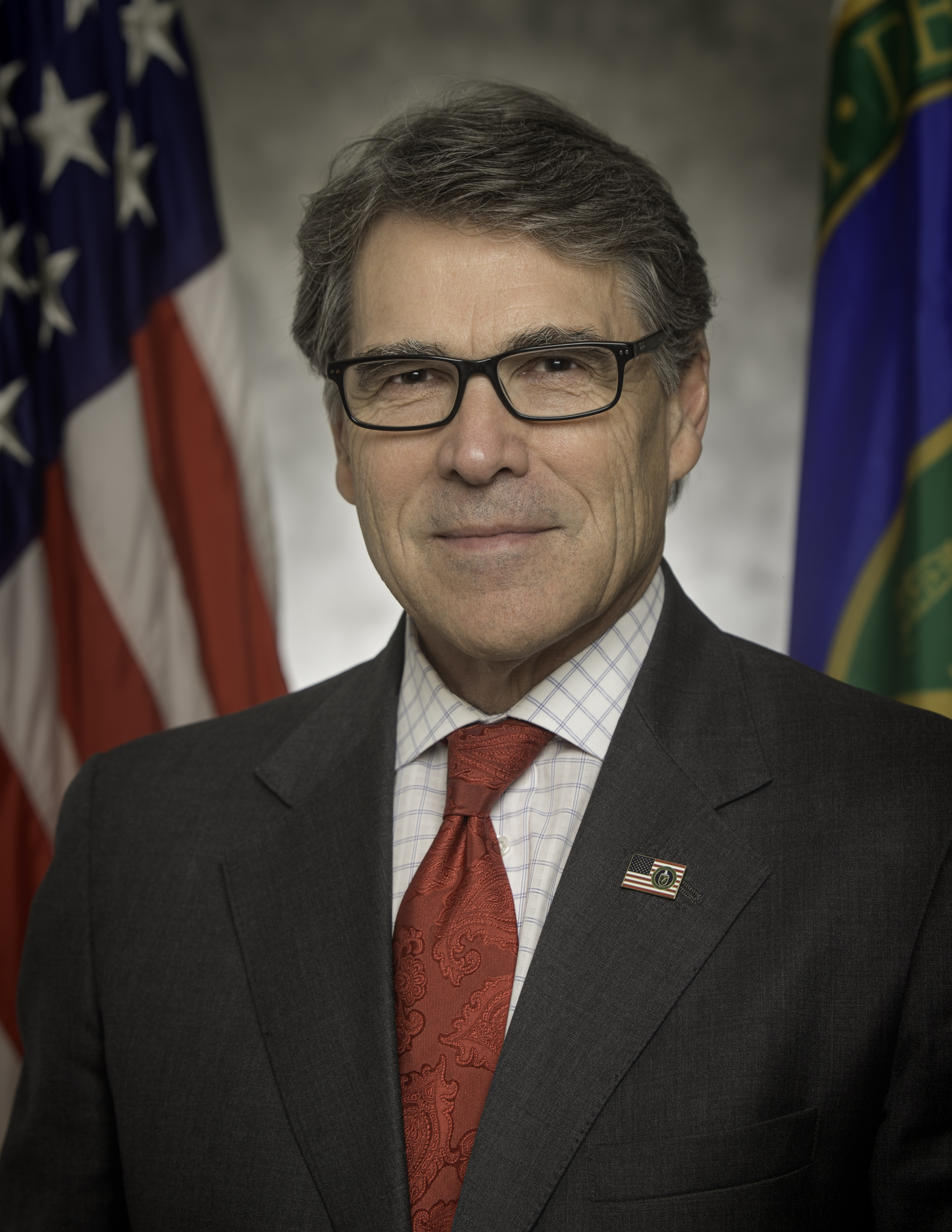
릭 페리

제임스 리처드 '릭' 페리(영어: James Richard "Rick" Perry, 1950년 3월 4일 ~ )는 미국의 정치인이다. 대통령으로 당선된 조지 W. 부시의 뒤를 이어 텍사스 주지사로 취임하여 14년간 재직했고 현재 미국의 에너지부 장관을 맡고 있다.
텍사스 A&M 대학교를 졸업하였고, 공군에서 복무하였다. 1984년 민주당 소속으로 텍사스 주의회 하원의원으로 선출되었다. 1989년 당적을 공화당으로 옮겼다. 1991년 ~ 1999년 텍사스주 농무장관으로 재직하였고, 1998년 텍사스 주지사 선거에 조지 W. 부시의 부지사 러닝메이트 후보로 출마, 당선되어 이듬해부터 부지사로 재직했다. 2000년 조지 W. 부시가 대통령에 당선되면서, 그는 12월 21일 주지사직을 승계, 제47대 텍사스 주지사로 취임하였다. 2002년·2006년·2010년 3회 연속 당선되면서 2015년까지 주지사로 재직하였다. 작은 정부·감세 정책을 선호하며, 독실한 기독교(감리교) 신자로 보수층의 많은 지지를 받았다. 그는 2012년 대통령 선거의 유력한 공화당 후보로 거론되기도 했으나, 공화당 경선 초반에 사퇴하고 밋 롬니 지지를 선언했다. 2014년 8월, 직권 남용과 공무원 강제 협박 혐의로 기소되었으며, 체포되지는 않았으나 검찰 조사를 받게 되었고 2016년 2월 무죄판결을 받았다.텍사스 주에서는 주지사의 4선이 가능하기 때문에, 그는 2014년 주지사 선거에도 출마가 가능하나 2014년 선거에는 출마하지 않기로 했으며, 2016년 대통령 선거에도 출마했으나 저조한 지지율 끝에 테드 크루즈를 지지하며 조기 사퇴하였다.
2016년 12월 13일 도널드 트럼프 미국 대통령은 그를 에너지부 장관으로 지명하였고, 이듬해 2017년 3월 상원 인준을 받고 장관의 업무를 시작했다.

## 정계 진출 이전
1950년 3월 4일 텍사스 텍사스주 중부 해스컬 군의 농촌에서 1남 1녀 중 막내로 태어났다. 민주당 당원이었던 그의 아버지는 오랜 기간 동안 해스컬 군 경찰국장으로 근무했으며, 해당 지역 교육위원회의 일원으로 활동하기도 했다. 학창 시절 페리는 보이 스카우트에서 활동하였으며 1968년 페인트크리크 고등학교를 졸업했다.
텍사스 A&M 대학교에 진학한 이후 페리는 학생회 간부, 'Yell Leaders'(A&M 대학교 응원단장)을 맡았으며 동물학과 졸업 후 공군 ROTC로 임관하여 1972년부터 1977년까지 공군 장교로 복무했다.

## 초기 정치 활동

### 텍사스 주의원
장교 은퇴 이후 한동안 아버지의 목화 농장에서 일하던 페리는 1984년 민주당 소속으로 선거에 출마하여 텍사스 주의회 하원의원에 당선되었다. 주의원 활동 당시 페리는 끊임없이 긴축재정을 강조했으며, 1990년 주립 신문 댈러스 모닝 뉴스에 의해 '올해의 10대 우수 주의원'으로 뽑히기도 했다. 1989년 9월 29일 페리는 민주당을 탈당하여 공화당에 입당하게 된다.

### 텍사스주 농업부 장관
당적을 바꾼 이후 페리는 1990년 텍사스주 농업부 장관 선거에 출마하였다. 당내 경선 1차 투표에서는 47%를 득표했고 결선투표에서 69%를 획득한 그는 본선에서 부패 스캔들에 연루된 민주당의 짐 하이타워 농업부장관을 꺾고 1991년부터 장관 업무를 시작했다. 농업부장관에 재직하는 동안 페리는 텍사스 주의 농산물을 타 주와 해외에 수출하는 업무를 담당했으며 저울 등의 도량형 위반/조작 여부를 감독했다. 장관 재직 중이던 1993년 4월에는 빌 클린턴 대통령의 건강보험 개혁안에 대해 찬성 의사를 밝혔는데 이 때문에 2005년 주지사 선거 당시에 말바꾸기 논란에 휩싸이기도 했다.
1994년 농업부 장관 선거에서 62%를 득표하며 장관 재선에 성공하였다.

### 텍사스주 부지사
1998년 선거에서 페리는 농업부 장관 대신 부지사 선거에 출마하기로 하였고, 선거에서 48.19%의 득표율로 당선되어 1873년 이후 최초의 공화당 소속 텍사스 부지사가 되었다.

## 텍사스 주지사 재직 시절
2000년 대통령 선거에서 당선된 조지 W. 부시의 후임으로 2년간 주지사 업무대행을 지낸 페리는 2002년 텍사스 주지사 선거에서 58%를 득표하며 주지사에 당선되었다. 2001년 한 해 동안 주의회 법안에 대해 82건의 거부권을 행사하여 화제가 되기도 하였으며 2003년에는 원스타 재단을 설립해 기부 문화 조성에 앞장섰다.

### 종교문제
페리는 어린 시절부터 독실한 감리교 신자로 자랐다. 그는 거주지 이전 문제로 2010년 초교파 복음주의 계열(영어: non-denominational evangelical)인 '레이크힐스 교회'로 옮기기까지 가족들과 함께 테리타운 연합 감리 교회에 다녔다.
2006년, 페리는 자신은 성경의 무오성을 믿으며 예수 그리스도를 자신의 구원자로 영접하지 않는 무신론자들은 구원을 받지 못하고 지옥에 떨어질 것이라고 주장했다. 이 발언이 논란이 되자 그는 '최후의 심판 때 하나님이 어떤 결정을 내리실지 미리 알 수 있는 인간은 아무도 없다고 생각한다'고 자신의 발언을 해명했다.
2008년 페리는 자신의 저서 <On My Honor>에서 미 헌법상의 국교금지조항과 자유활동보장조항(영어: Free Exercise Clause)에 대한 자신의 견해를 밝히며 "분명히 말하지만, 종교와 관계없이 모든 이들에게 세금을 부과하는 정부의 특성상 특정한 신앙을 지지하는 건 옳지 않으나 동시에 소수의 무신론자들이 종교 문제에 대해 얘기하는 시민들에게 재갈을 물리는 행위를 방치하는 것도 옳지 않다"고 말했다.
2011년 8월 페리는 '미국이 위기에 처해있는 지금 하나님께 기도드려 문제를 극복해 나가자'고 말하며 금식기도회를 주최했는데, 비판자들은 페리가 대권 행보를 위해 종교를 정치적 도구로 이용했다고 이 금식기도회를 평가절하했다.
페리는 또한 지적 설계론의 지지자로 알려져 있으며 2010년 9월에는 "교육자가 아닌 주지사가 학교 과학 교육과정에 관여하는 건 부적절하나 개인적으로는 텍사스 주의 모든 학교에서 창조론을 가르치는 게 바람직하다고 생각한다"고 말했다.

### 동성애 문제
릭 페리는 동성애를 반대하는 입장으로 유명하다. 2002년 그는 동성간의 성적 행위를 규제하는 소도미법을 찬성하였으나 그해 미국 연방 대법원은 해당 법안이 미국 수정 헌법 제14조를 위반하였다고 판결하였다. 페리는 2010년 자서전에서 대법원의 판결을 비난하며 '텍사스는 법복을 입은 9명의 과두 정치가들과는 다른 도덕적 관점을 갖추고 있다. 나는 전통적인 혼인체제를 강력히 지지하며 사법시험(Bar Exam)을 치루는 것도 아닌데 대법원 판례로 나를 설득하려 하지 말라'고 말했다.
페리는 결혼을 남녀 간의 결합으로 명시하며 시민결합 제도를 금지한 '2005년 시민발의 2호' 조례안을 지지하기도 했다.
2015년 미국 전역에서 동성결혼을 합법화 한 오버거펠 대 호지스 사건에 대해 페리는 미국 수정 헌법 제10조에 따라 동성결혼 문제는 각 주가 결정할 사안이라고 말했다.
그는 2008년 발간된 자신의 저서 <On My Honor>에서 동성애를 알코올 중독과 비교하며 '자신이 동성애가 선천적인지 후천적인지에 대한 전문가는 아니지만' 동성애자들이 금욕을 지켜야 한다고 주장했으며 보이스카우트의 동성애 회원 금지정책을 언급하며 동성애 등 소위 '대중적인 문화'가 100년 동안 이어진 스카우트의 사명정신에 영향을 미치는 것은 부적절하다고 말했다.
2012년 대선에 출마했을 당시 페리는 Don't ask, don't tell 법안의 폐지를 강력하게 비판했다. 또한 그는 오바마 행정부가 해외원조를 동성애 탄압국을 압박하고 있는 도구로 사용하고 있다고 말하며 "외국 동성애자들의 권리를 증진하는 것은 미국의 국익이 아니다. 전통적인 미국의 가치에 대한 오바마 행정부의 전쟁은 중단돼야 한다"는 입장을 내놓기도 했다.

### 범죄 문제
텍사스 부지사로 재직했을 때부터 페리는 범죄문제에 단호하게 대처할 것을 천명했다. 그는 2001년 텍사스 주의회에서 범죄 예방 및 대응 프로그램에 정액교부금 제도를 도입하는 법안을 통과시켜 주의 경제상황과 관련없이 일정한 금액을 지원하도록 했다.
무죄 프로젝트(Innocence Project)의 텍사스 지부 대표 제프 블랙번은 '그는 범죄에 대응하는 방식만 빼면 텍사스 최고의 주지사였을 것이다. 범죄자들에 대해서는 그는 설득이 불가능할 정도로 지나치게 강경한 자세를 취한다'라고 그를 비판한 바 있다.
2007년, 페리는 주의회에서 대마초 단순 소유자를 체포하는 법안을 폐기시켰다.

### 사형 문제
페리는 사형 문제에 대해 매우 강경한 입장을 취하고 있다. 2001년 페리는 정신 질환자 살인범에 대한 사형 금지 법안을 거부하였으며 재임 기간 동안 250건이 넘는 사형 집행을 명령했다.
그의 강경한 사형 방침은 동시에 비판을 받기도 했는데, 2012년 대선을 앞두고 재조명된 '카메론 윌링햄 사건'이 그것이다. 페리는 2004년 방화로 딸 세 명을 살해한 혐의를 받고 있던 윌링햄을 공개 연설에서 '괴물'이라 비난하며 사형 집행을 명령했다. 이 과정에서 텍사스 과학조사위원회가 윌링햄의 결백 가능성을 주장하자 페리는 즉각 위원장을 해임하고 사건을 무마시켰다. 사형당한 윌링햄은 2010년 재심 결과 무죄를 선고받았다.
2011년 9월에 열린 공화당 대선후보 토론회에서 페리는 "재임기간 동안 234명을 사형시키며 주지사 역사상 가장 많은 사형집행을 명령했는데, 무고한 사형수들이 있을 수도 있다는 생각에 밤잠을 설쳐본 적은 없는가"라는 사회자의 질문에 "나는 공정한 법 절차를 지켰기에 그런 생각은 하지도 않았고 부끄러워 하지도 않는다"라고 답변해 청중들로부터 박수갈채를 받기도 했다.

### 총기 소유권
페리는 전미 총기 협회로부터 A+등급을 받을 정도로 총기 소유권을 강력하게 지지한다. 그는 총기 은닉 휴대면허(영어: Concealed Carry License)를 소유하고 있으며 2005년 텍사스 시의회에서 퇴역군인/노년층에 대한 총기 은닉 휴대면허 비용을 절감하고, 5년 이내로 전역한 군인에 대해 면허를 면제하며, 면허 연령을 21세에서 18세로 낮추고 갱신 기간을 4년에서 5년으로 늘리는 내용을 골자로 한 법안을 통과시켰다.
2007년 페리는 캐슬 독트린을 통과시켰는데, 이 법안은 집이나 직장에 도둑이나 강도가 침입했을 경우 자신의 재산과 생명을 보호하기 위해 총기를 즉시 사용할 수 있도록 허용하는 것으로 총기 사용 이전 1차적으로 침입자로부터 피할 것을 규정했던 기존 법안보다 총기 사용을 유연하게 하였다는 평을 받았다.
2011년 페리는 미국 법무부가 미국-멕시코 국경지대에 위치한 4개 주를 대상으로 반자동 소총 구매 신고를 의무화한 총기규제안을 비판하며 "오바마 행정부는 법을 준수하는 시민들이 아니라 범죄자들에게 더 주의를 기울여야 할 것이며 국경지대에서 일어나는 총기/마약/현금 밀거래나 불법 이민자들이 월경하는 문제에 관심을 기울이는 게 더 시급하다고 본다"라는 성명을 내놓았다.

### 이민자 문제
2001년 페리는 주의회에서 불법체류자들의 자녀들에게도 동등하게 주립대 등록금 할인혜택을 주는 법안(영어: DREAM ACT)을 통과시켰다. 그는 해당 법안이 통과된 직후 '우리는 텍사스의 교실에서 수업받는 모든 아이들에게 "너희들이 어디서 왔는지보다는 어떻게 사회로 나아갈 것인지가 더 중요하며 우리는 너희들을 위해 어떤 지원도 아끼지 않을 것이다"라고 말해야 한다'며 법안 통과에 자부심을 드러냈다. 2011년 7월의 언론 인터뷰에서는 '텍사스의 젊은이들이 부모의 불법 이민 문제 때문에 교육 혜택을 누리지 못하는 건 옳지 않다'라고 답변하였다. 이후 2012년 대선을 앞두고 공화당 후보 토론회에서 미트 롬니 후보가 페리의 해당 법안을 비난하자 페리는 롬니를 '가슴도 없는 비정한 인간'이라 맹비난했고 공화당 지지자들 사이에서 구설수에 오르기도 했다.
또한 대선 토론회 당시 페리는 멕시코와의 국경지대에 장벽을 쌓는 것을 반대하며 '국경지대에 단순히 울타리를 쌓기보다는 주방위군을 대폭 증가배치하며 무인항공기 등 첨단감시장비를 충원해야 한다'고 주장했다.
2011년 6월, 페리는 텍사스 주의회에서 경찰이 불시검문을 통해 거주민들의 체류 신분을 확인할 수 있게 하는 '안전도시 법안'(영어: Sanctuary cities bill)을 통과시켰다.
2014년 여름철에 국경지대에서 대규모 불법이민이 발생하자 페리는 오바마 행정부를 비판하며 "오바마 행정부가 이 사태를 해결할 능력이 됨에도 불구하고 이번 불법 이민 사태에 대해 적절한 대응을 하지 못한 결과 인도주의적 위기 상황이 발생했다"라고 말했다.
2014년 8월 불법이민을 비판하며 페리는 '2008년 이래 텍사스에 밀입국한 20만명의 불법 이민자들에 의해 살인 3천건, 성범죄 8천건이 일어났다'라고 주장했으나 폴리티팩트는 이 주장을 즉각 반박했다.
2015년 1월경 대권 재도전을 시사하면서 페리는 '지난 여름철에 국경지대에서 대규모 불법이민이 발생했었다. 나는 오바마 대통령과는 달리 국경지대에 주방위군을 즉각 증가배치했고, 불법이민자들의 수가 전년대비 74% 줄어들었다'며 자신의 정책에 대해 자부심을 드러냈으나, 폴리티팩트 닷컴은 검증을 통해 '페리 지사는 불법 이민 감소에 대한 다양한 요인을 고려하지 않은 채 통계를 왜곡해석했다'고 밝혔다.

### 직권 남용혐의 논란
2014년 8월 15일 페리는 텍사스주 트레비스 카운티 대배심에 의해 직권남용 혐의와 공무원 강제협박 혐의로 기소되었다. 그는 반부패 기구인 공공진실위원회(PIU)에 2년간 750만 달러에 달하는 예산을 주지 않겠다고 압박한 1급 중범죄(직권남용)와 예산 지원 문제를 음주운전이 적발된 민주당 소속 로즈메리 렘버그 위원장의 사임과 연계시키려 한 3급 중범죄 혐의(공무원 강제협박)를 받았다.
페리 지사의 지지자들은 그의 혐의가 지사에 대한 정치적, 당파적 목적을 띈 공격이라 반발했다. 또한 데이비드 엑설로드 주의원 등 일부 민주당 주의원들은 페리 지사에게 제기된 혐의가 다소 지나치거나 부당하다고 답변했으며, 앨런 더쇼비츠 하버드대 로스쿨 교수는 "음주운전을 저지른 인사가 계속 위원장직을 유지하게 둔다면 위원회 예산을 지원하지 않겠다고 한 것이 뭐가 잘못인가. 페리 지사의 기소는 잘못되었으며 사법 시스템은 진짜 범죄를 처벌하는 데 이용되야지, 한 정당이 다른 당을 공격하는 정치적 동기에 이용되서는 안된다"고 페리를 엄호했다.
페리는 기소된 다음날 즉각 성명을 통해 자신이 기소된 것이야말로 직권남용이며 결백이 밝혀지는 날까지 끝까지 싸우겠다며 무죄를 천명했다. 8월 18일 트레비스 카운티 법원은 페리에 대한 체포영장을 거부했으나 대신 22일 법원에 출석할 것을 요구했고, 페리는 19일 법원에 출두해 지문을 찍고 머그샷을 촬영했다.
이후 지속적인 검찰 조사 끝에 재판에 넘겨진 페리는 2016년 2월 텍사스 형사 항소 법원에서 최종적으로 무죄판결을 선고받았다.

### 주지사 퇴임
세번째 임기를 마칠 무렵, 텍사스주에서는 페리가 4선에 도전하리라는 전망이 지배적이었다. 2013년 6월 실시된 텍사스 트리뷴의 여론조사는 페리가 경선에 출마할 경우 당내 경선에서 경쟁자 그렉 애봇을 45% 대 19%로 누른다고 보도했다.
그러나 페리는 그해 7월 8일 더 이상 주지사직을 수행하지 않겠다며 불출마를 선언했다.
페리는 2015년 1월 20일 공식적으로 퇴임했고 5143일의 재임기간을 기록해 미국 역사상 10번째로 장기집권한 주지사이자 텍사스주 역사상 최장기 집권 주지사가 되었다.

## 2012년 미국 대선
페리는 일자리 창출과 경제발전으로 인기를 얻어 2008년 미국 대선 시기부터 유력한 대권주자로 떠오르기 시작했다. 그는 초기에는 주지사직에 더욱 집중하겠다고 답변, 출마를 거부했으나 2011년 5월부터 대선 출마에 대해 전향적인 태도를 보이기 시작했다. 8월 11일 페리는 대변인 성명을 통해 차기 대선 출마를 유력하게 검토하고 있으나 가족들과 추가적인 상의를 통해 이틀 후에 본 문제를 최종 결정할 것이라 밝혔다. 8월 13일, 페리는 사우스캐롤라이나주 찰스턴에서 공식적으로 대선 출마를 선언했다.
페리는 소득세에 대해 20% 단일세 적용, 사회보장제도 축소, 환경 규제 완화 등 보수형 맞춤공약을 내세우며 동시에 버락 오바마 대통령의 정책에 날을 세워 한때 미트 롬니에 이어 당내 지지율 2위를 기록했었으나 토론에서 잇다른 말실수를 거듭해 지지율이 하락했고 11월 9일 열린 공화당 대선주자 토론회에서는 집권 시 없애겠다는 3개 정부부처를 열거하는 과정에서 끝내 3개 중 마지막 부처를 기억해내지 못했고 대권 가도에서 멀어졌다.
2012년 1월 3일 열린 아이오와 코커스에서 10%를 득표해 5위에 그친 페리는 이후 뉴햄프셔 경선에서도 역시 초라한 성적을 거두었고 같은 달 19일 뉴트 깅리치 후보를 지지하며 공식적으로 대선 캠페인을 중단했다.

## 2016년 미국 대선
2013년 페리는 차기 주지사 선거 불출마를 선언했고, 지난 대선 기간 동안 약점으로 지적되어 온 토론 실력을 강화하며 헨리 키신저 전 국무장관을 예방하는 등 다시금 대권 행보를 시작했다. 2014년 6월 19일 페리는 오바마 정권의 환경정책을 비판하며 "이산화탄소가 환경오염의 주범이라는 것도, 기후변화도 믿을 수 없다"라고 말하기도 했다. 2015년 5월 15일 페리의 아내 애니타는 "남편과 우리 가족이 미국의 미래를 위해 어떤 일을 해야할지 다음달 4일에 밝히겠다"라고 말했고 페리는 6월 4일 공식적으로 대선 출마를 선언했다.
그러나 4년 전과는 달리 저조한 지지율을 기록하며 CNN 주최 토론회에 참석하지 못하였고, 선거 자금의 부족으로 난항을 겪었다. 결국 2015년 9월 11일 페리는 선거 캠페인을 중단했고 2016년 1월 25일 테드 크루즈 후보를 지지했다가 크루즈가 사퇴한 5월 5일 도널드 트럼프 지지를 선언했다.

## 에너지부 장관
2016년 12월 12일 미국 다수의 언론매체들은 트럼프 당선인이 페리를 미국 에너지부 장관에 기용할 가능성이 크다고 발표했다. 12월 14일 백악관은 공식적으로 페리를 에너지부 장관에 지명했다. 그러나 과거 대선에 출마했을 당시 에너지부를 폐지하겠다고 발표한 바 있어 민주당은 페리의 장관 기용이 부적절하다고 비판했다. 2017년 1월 31일 상원 에너지자원위원회는 찬성 16표, 반대 7표로 그의 인준을 통과시켰으며 이후 3월 2일 상원 전체회의에서 찬성 62표, 반대 37표를 얻어 인준이 통과되었고 본격적으로 장관 업무 수행을 시작했다.
2017년 4월 페리는 재생에너지가 전력망 안정성에 미치는 영향을 파악하고자 미국 전력망 연구보고서 제출을 요구했다. 전문가들은 과거 그가 오바마 정권의 화력 발전소 폐쇄가 일자리를 없애고 전력망의 불안정성을 부추길 것이라 발언한 점으로 비추어 페리 장관이 화석 연료와 원자력 에너지를 확대하기 위한 목적으로 보고서 제출을 지시했다고 우려하기도 했다.
2017년 6월 19일, 페리는 CNBC와의 인터뷰에서 "기후변화는 이산화탄소 등 온실가스나 인간의 활동에 영향을 받기보다는 자연적으로 발생한다고 본다"라고 말하며 기후 변화를 부정했다.
2017년 11월 페리는 아프리카에서 열린 에너지 회의에 참석해 화석연료의 필요성을 역설했는데 이때 "화석 연료 개발을 통해 아프리카 등 개발도상국 국가들이 빛을 충분히 얻을 수 있고, 빛이 있다면 성폭력 같은 행위에서도 정의가 밝게 빛나게 될 것이다"라며 화석 연료가 성폭력을 예방할 수 있다며 횡설수설했다. 워싱턴포스트는 '성폭력이 어둠 속에서만 일어난다고 생각하나. 페리 장관은 트럼프 행정부의 화석연료 정책을 홍보하기 위해 수많은 여성의 고통을 이용하고 있다"고 비난했다. 미국 환경단체 '시에라 클럽'은 "페리 장관이 에너지부에 부적합한 인물이라는 사실은 이미 밝혀졌으나 화석연료 개발이 성폭력을 감소시킬 것이라는 견해는 노골적인 허위 사실일 뿐만 아니라 성폭력처럼 심각하고 사회에 만연한 문제를 별일 아닌 것으로 치부해버리려는 시도"라며 페리의 사임을 촉구했다.

## 역대 선거 결과
| 선거명      | 직책명                       | 대수 | 정당   | 득표율   | 득표수      | 결과 | 당락               |
| ----------- | ---------------------------- | ---- | ------ | -------- | ----------- | ---- | ------------------ |
| 1984년 선거 | 하원의원 (텍사스 제64선거구) | 69대 | 민주당 | 단독후보 | 무투표      | 1위  | 텍사스 주의원 당선 |
| 1986년 선거 | 하원의원 (텍사스 제64선거구) | 70대 | 민주당 | 단독후보 | 무투표      | 1위  | 텍사스 주의원 당선 |
| 1988년 선거 | 하원의원 (텍사스 제64선거구) | 71대 | 민주당 | 단독후보 | 무투표      | 1위  | 텍사스 주의원 당선 |
| 1998년 선거 | 텍사스 부지사                | 44대 | 공화당 | 50.05%   | 1,858,837표 | 1위  | 텍사스 부지사 당선 |
| 2002년 선거 | 텍사스 주지사                | 47대 | 공화당 | 57.81%   | 2,632,591표 | 1위  | 텍사스 주지사 당선 |
| 2006년 선거 | 텍사스 주지사                | 47대 | 공화당 | 39.03%   | 1,716,792표 | 1위  | 텍사스 주지사 당선 |
| 2010년 선거 | 텍사스 주지사                | 47대 | 공화당 | 54.97%   | 2,737,481표 | 1위  | 텍사스 주지사 당선 |